# Kleinkastell Osterhofen-Haardorf

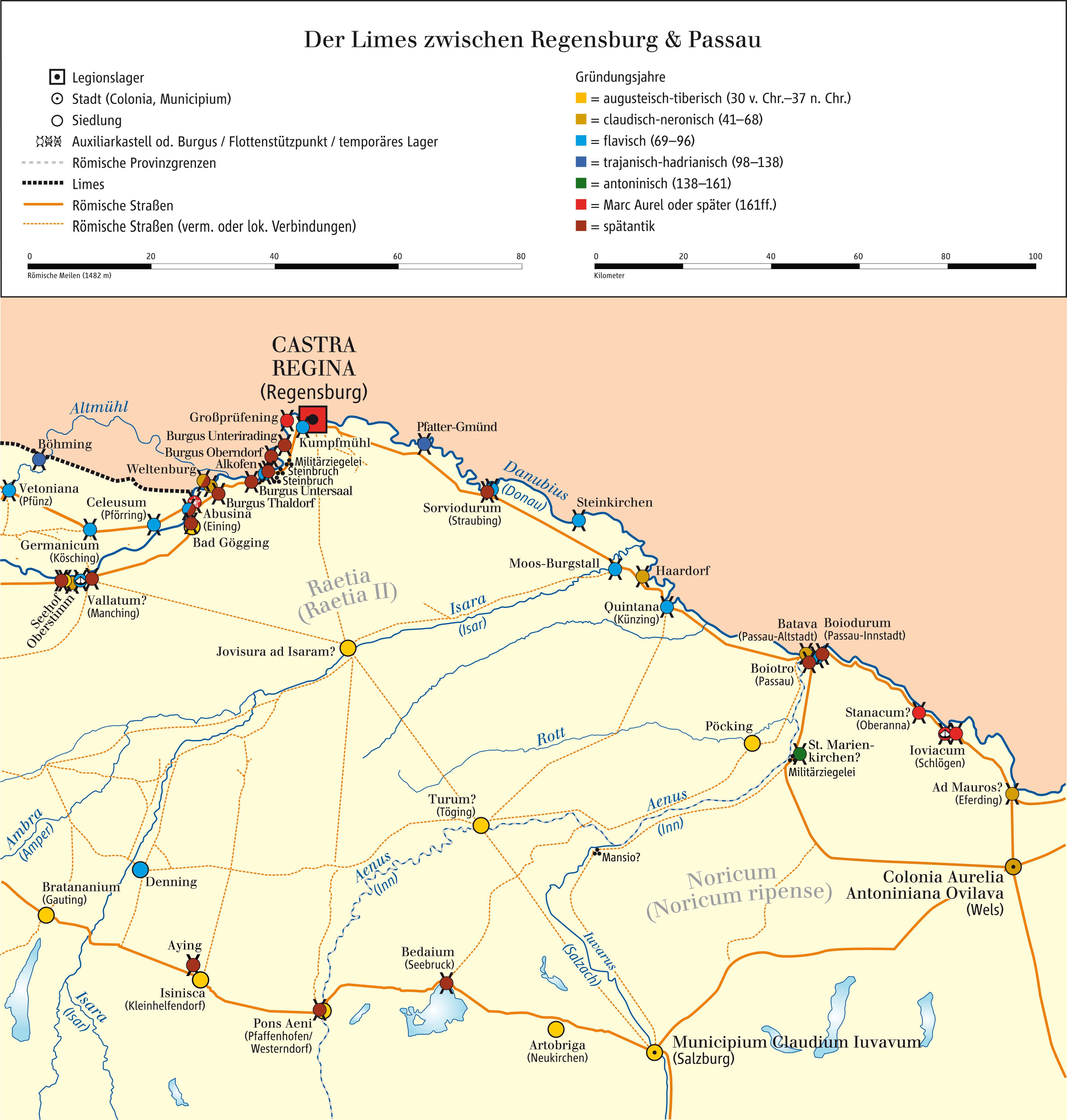
Der raetische Donaulimes

Befundplan des Kleinkastells

Das Kleinkastell Osterhofen-Haardorf war ein frührömisches Kleinkastell in Haardorf, einem Stadtteil von Osterhofen im Landkreis Deggendorf, Niederbayern. Das im 20. Jahrhundert weitgehend zerstörte Bodendenkmal wurde am raetischen Donaulimes im Zuge der frühen römischen Landnahme noch in claudischer, möglicherweise auch neronischer Zeit gegründet. 

## Lage
Die kleine Anlage wurde strategisch günstig auf einem kleinen, aber dominanten Sandlößrücken über der Donau errichtet. Der als Mühlberg bekannte Rücken ist leicht nordwestlich-südöstlich orientiert und stößt im Osten zum Ufer hin in den Scheitelbereich der Mühlhamer Schleife, eine der wenigen noch intakten natürlichen Donauschleifen in Bayern, die eine 180-Grad-Kurve vollzieht. Entlang der südlichen Hangsohle des Mühlbergs fließt der Mühlbach in die Donau ab. Kurz vor seiner Mündung hat er sich tief in das Gelände eingegraben. Das Kleinkastell nimmt auf dem Hügelrücken das Ostende und damit den Bereich nahe der Donauschleife ein. So könnte die Besatzung den Schiffsverkehr und das gegenüberliegende Ufer bestens überwacht haben. Durch die topographische Sonderstellung des Mühlbergs war ein weiter Rundumblick in alle Himmelsrichtungen möglich. Wie die Auswertung der Speiseabfälle aus der Garnison ergab, war die Landschaft zu diesem Zeitpunkt der beginnenden römischen Aufsiedlung noch sehr urtümlich geprägt. Damals fanden die Soldaten ausgedehnte Auwälder mit reichem Unterwuchs vor, in denen sich Rothirsche, Auerochsen, Wildschweine und Biber tummelten.

## Forschungsgeschichte
Im Jahr 1954 notierte der Benediktinerpater Herbert Folger (1909–1972), dass am Südwestende von Haardorf, das damals noch zur Gemeinde Aicha gehörte, römische Keramikfunde entdeckt wurden. Bereits seit den frühen 1980er Jahren war durch Luftbildbefliegungen eine fast kreisförmige Anlage mit doppeltem Grabenwerk auf dem Mühlberg bekannt. Bereits zu dieser Zeit hatte der Bau von Eigenheimen ein Großteil der Innenfläche sowie die südlichen Bereiche des Bodendenkmals unbesehen zerstört. Obwohl in der Folge auf dem Platz mehrfach Feldbegehungen stattfanden, wurden keinerlei datierbare Lesefunde entdeckt. Als im Frühjahr 1992 mit der Bebauung der noch erhaltenen Nordseite dieser unbekannten Struktur begonnen werden sollte, wurde eine sofort angesetzte Notgrabung der Kreisarchäologie unumgänglich. Im Zuge dieser Rettungsgrabung kamen überraschenderweise die Reste eines römischen Kastells zu Tage. Sie wurden zuerst von dem Provinzialrömischen Archäologen Günther Moosbauer und dem Prähistoriker Franz Schopper erforscht. In den Jahren 1995, 1996 und 1998 leitete der Provinzialrömische Archäologe Helmut Bender im Rahmen von drei Lehrgrabungen des Lehrstuhls für Archäologie der Römischen Provinzen an der Universität Passau die Grabungskampagnen. Aufgrund der modernen Bebauung konnte nur noch der nördliche Teil der Anlage mit den Ansätzen der westlichen und östlichen Flanken dokumentiert werden.
Nach den Grabungen wurde auch der letzte Rest des Kastellareals zur Überbauung freigegeben.

## Baugeschichte
Funde aus dem Neolithikum bis in die vorrömische Eisenzeit bezeugen eine bereits sehr frühe Siedlungstätigkeit auf dem Mühlberg. Die Römer wählten den Platz zur Sicherung der bis an die Donau vorgeschobenen römischen Reichsgrenze und der dahinter liegenden, während der Regierungszeit des Kaisers Tiberius (14–37) oder erst unter Claudius (41–54) eingerichteten Provinz Raetia et Vindelicia. Seit Claudius wurde die Donaugrenze durch Kastelle, Kleinkastelle und Wachtürme gesichert und über die Donausüdstraße miteinander verbunden. Zu diesem System gehörte auch das Kleinkastell Osterhofen-Haardorf. Anhand der spärlichen vorhandenen Kleinfunde kam Bender zu dem Schluss, dass die kleine Befestigung auf dem Mühlberg während der Herrschaft des Kaisers Claudius errichtet worden sein muss.
Nach dem maschinellen Oberbodenabtrag und dem Putzens des Planums hoben sich 1992 drei parallel verlaufende Gräben deutlich vom Boden ab. Letztendlich konnten an der 55 × 55 Meter (= 0,30 Hektar) großen Anlage insgesamt vier Gräben beobachtet werden, die zu zwei Bauphasen mit je zwei Doppelspitzgräben gehörten. Möglicherweise setzte der äußere Graben an der zum Ufer abfallenden Seite aus. In diesem Bereich hat er jedenfalls keine Spuren hinterlassen. Durch die Art der erhaltenen Pfostenstellungen konnten die Ausgräber eine als Holz-Erde-Konstruktion angelegte Umfassungsmauer erschließen. Bereits 1992 ließ sich aus den rekonstruierbaren Ausbauspuren des Lagers eine nutzbare Innenfläche von rund 40 × 40 Metern  (= 0,16 Hektar) errechnen. Es wäre also Platz für zwei Mannschaftsbaracken mit 20 bis 30 Soldaten vorhanden gewesen.
Aus der Umgebung der Fortifikation ist kein ziviles Lagerdorf (Vicus) bekannt. Die nach Haardorf detachierte unbekannte Abteilung stammte aus einem der nahen Hilfstruppenkastelle.

## Ende
Wie die zeitgleich an der Donau errichteten Kleinkastelle Nersingen, Burlafingen und Weltenburg-Galget bestand auch die Anlage in Haardorf nur relativ kurzfristig. Der österreichische Provinzialrömische Archäologe Kurt Genser konnte sich vorstellen, dass speziell die Befestigung auf dem Mühlberg für entbehrlich gehalten wurde, „da am anderen Donauufer ja niemand siedelte und die Urwälder des Bayern- und Böhmerwaldes ohnehin jede Annäherung größerer  germanischer Scharen erschwert hätten.“
Eine Brandschicht, die bei den Grabungen beobachtet werden konnte, mag auf die militärisch geführten Machtkämpfe im Vierkaiserjahr 69 n. Chr. zurückzuführen sein. Ein etwas späteres Ende der Haardorfer Garnison ist aber ebenfalls möglich.

## Denkmalschutz
Die erwähnten Anlagen sind als eingetragene Bodendenkmale im Sinne des Bayerischen Denkmalschutzgesetzes (BayDSchG) geschützt. Nachforschungen und gezieltes Sammeln von Funden sind erlaubnispflichtig, Zufallsfunde sind den Denkmalbehörden anzuzeigen.